# Nuño Beltrán de Guzmán

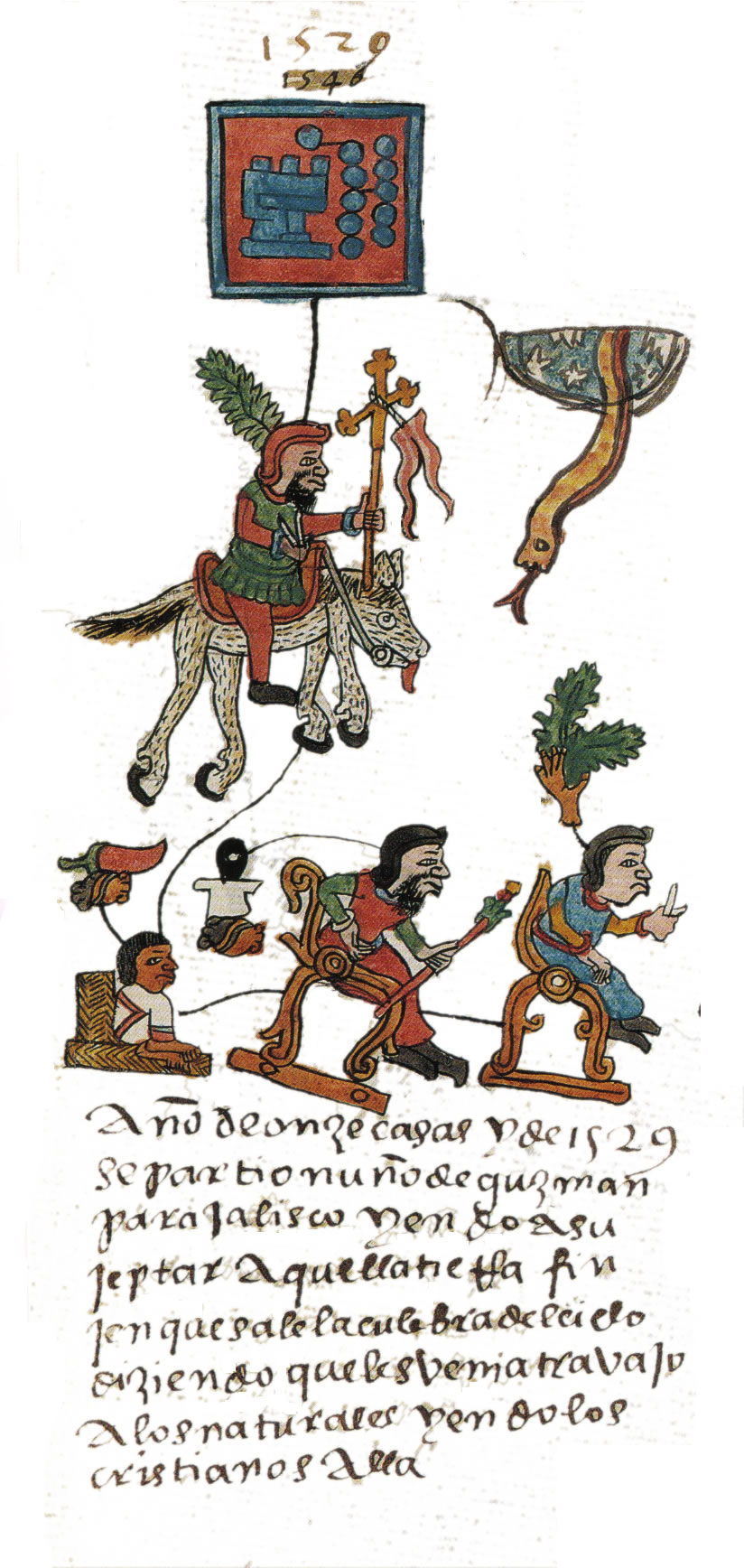
Guzmán na indiańskim rysunku

Nuňo Beltrán de Guzmán albo Nuño de Guzmán (ur. ok. 1490?; zm. w 1544) – hiszpański konkwistador i gubernator Meksyku.
Wysłany do Ameryki w roku 1520 w charakterze pierwszego hiszpańskiego urzędnika posiadającego uprawnienia sędziowskie na Hispanioli (obecnie Haiti i Dominikana). W roku 1528 został mianowany gubernatorem meksykańskiej prowincji Pánuco na wybrzeżu Zatoki Meksykańskiej w okolicach dzisiejszego Tampico. Wkrótce po objęciu urzędu w maju 1528 rozpoczął szeroko zakrojoną akcję polowania na Indian, których wysyłał jako niewolników na Hispaniolę w zamian za bydło.
W grudniu tego samego roku został wyznaczony na następcę Hernanda Corteza na czele hiszpańskiej administracji (hiszp. audiencia). Nie zaprzestał i na tym urzędzie okrutnych prześladowań Indian, co spowodowało ostrą reakcję ze strony Kościoła, szczególnie pierwszego biskupa Meksyku Juana Zumárragi.
W listopadzie 1529 r. Guzmán, na czele armii składającej się z 500 Hiszpanów i około 10 000 Indian, wyruszył na zachód, do regionu Jalisco, gdzie podbił niezależne od Azteków państwo Tarasków. Wkrótce rozszerzył swój stan posiadania, wysyłając na północny zachód ekspedycję pod wodzą Cristobála de Oñate, który podbił dzisiejsze stany Sinaloa i Sonora nad wybrzeżem Pacyfiku. Cały ten obszar nazwał prowincją Nueva Galicia, a 3 grudnia 1530 r. założył jej stolicę, którą nazwał Guadalajara na pamiątkę swego ojczystego miasta w Hiszpanii. W niedługi czas później założył także miasta Culiacán, Tepic i Lagos.
W roku 1531 Guzmán został usunięty ze stanowiska szefa administracji Meksyku, a nowy gubernator wysłał wojska do Nowej Galicji z nakazem aresztowania Guzmána na podstawie zarzutów o znęcanie się nad krajowcami. W ciągu następnych dwóch lat skutecznie unikał aresztowania, a na dodatek - jako samozwańczy gubernator prowincji - utrudniał wysiłki Corteza pragnącego uruchomić żeglugę wzdłuż pacyficznego wybrzeża Meksyku.
W roku 1536 wpływy Guzmána osłabły i musiał zdać się na łaskę pierwszego wicekróla Meksyku, Antonia de Mendozy. Wprawdzie wicekról przyjął go dobrze, lecz zwołana naprędce komisja kazała go aresztować. Ponad rok spędził w więzieniu, a w roku 1538 został odesłany do Hiszpanii, gdzie aż do śmierci żył w nędzy i zapomnieniu.
Nuño de Guzmán był jedną z głównych postaci drugiego etapu podboju Meksyku przez Hiszpanów po rozbiciu potęgi Azteków. Ze względu na sposób obchodzenia się z Indianami uważany jest za najokrutniejszego z konkwistadorów.
Rozszerzenie panowania hiszpańskiego na północnym zachodzie i założenie miasta Culiacán stało się podstawą do dalszej eksploracji ku północy, czego podjął się następca Guzmána, gubernator Nowej Galicji Francisco Vásquez de Coronado.